# Catostemma hirsutulum
Catostemma hirsutulum är en malvaväxtart som beskrevs av J.A. Steyermark. Catostemma hirsutulum ingår i släktet Catostemma och familjen malvaväxter. Inga underarter finns listade i Catalogue of Life.